# 김도수
김도수 (1981년 8월 20일 ~ )은 대한민국의 전 농구 선수이자 농구 해설자이다. 현재 한국여자프로농구(WKBL) 부천 하나원큐의 수석 코치로 활동 중이다.

## 경력
2020-21 시즌 SPOTV의 한국프로농구 해설가로 활동하였다. 2021년 5월 14일 부천 하나원큐의 수석 코치로 선임되었다.